# Kleome
Kleome (Cleome L.) – rodzaj roślin zielnych lub drewniejących bylin z rodziny Cleomaceae. W przeszłości i w niektórych współczesnych ujęciach do rodzaju tego zaliczanych było od około 75, przez ponad 120 do ponad 200 gatunków. W rewizji taksonomicznej w 2007 zaproponowano pozostawienie w nim tylko około 20 gatunków, pozostałe przenosząc do rodzajów Arivela, Cleoserrata, Gynandropsis i Tarenaya. W bazie taksonomicznej Plants of the World Online rodzaj jest szeroko ujmowany.
Rośliny te występują głównie w strefie ciepłego klimatu, z największym zróżnicowaniem w południowo-zachodniej Azji. W południowej Europie występują dwa gatunki. Niektóre gatunki uprawiane są jako rośliny ozdobne, najszerzej rozpowszechniona w uprawie jest zaliczana tu tradycyjnie kleome ciernista (C. houtteana). 

## Morfologia

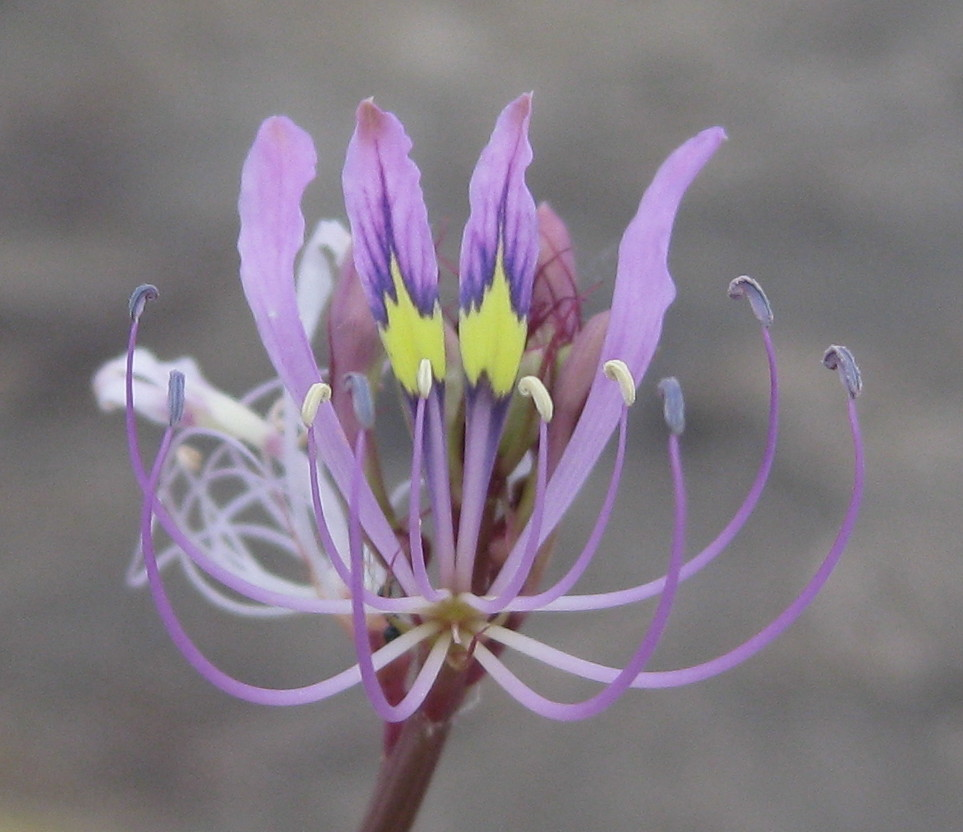
Cleome hirta

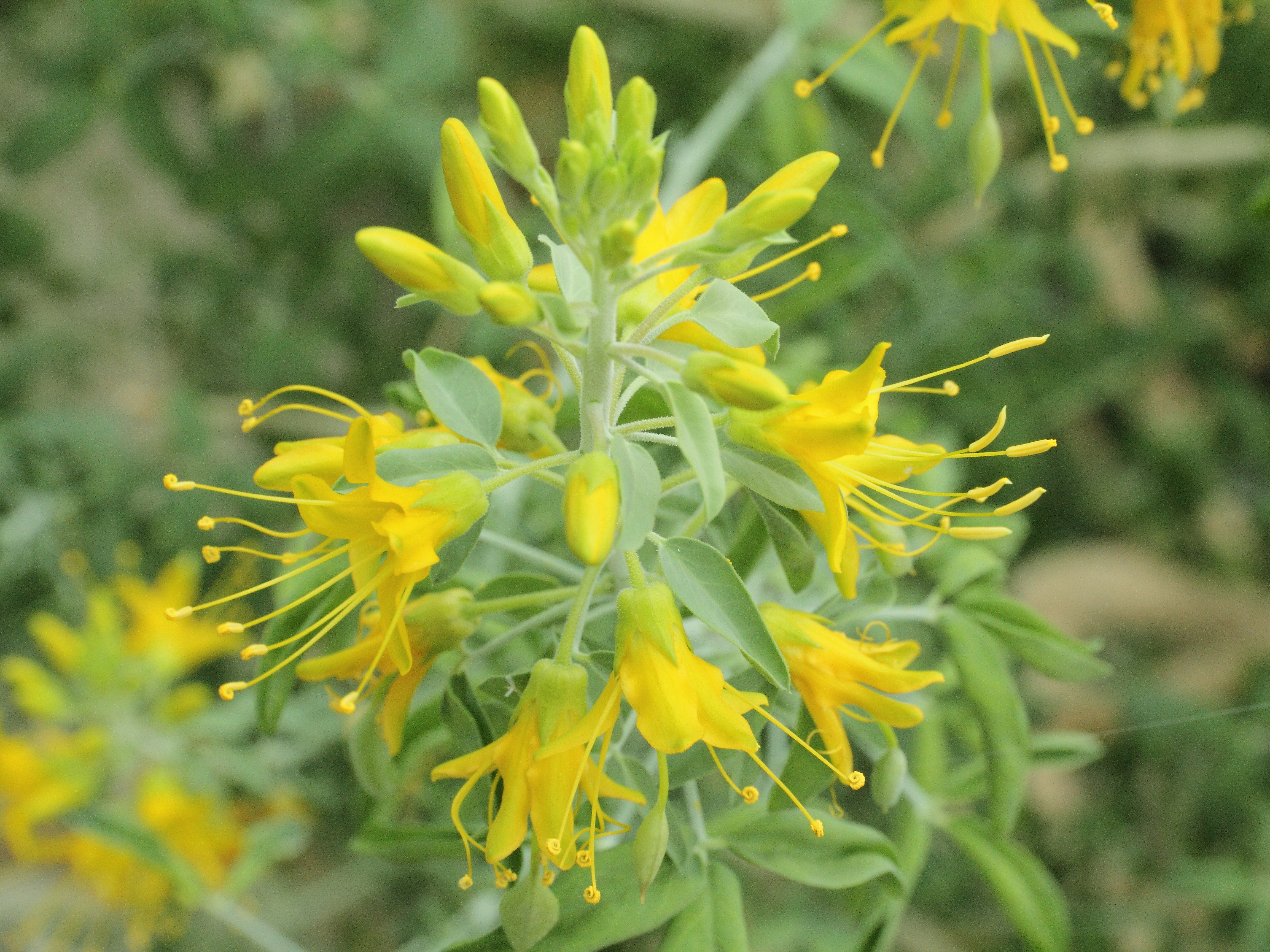
Cleome arborea

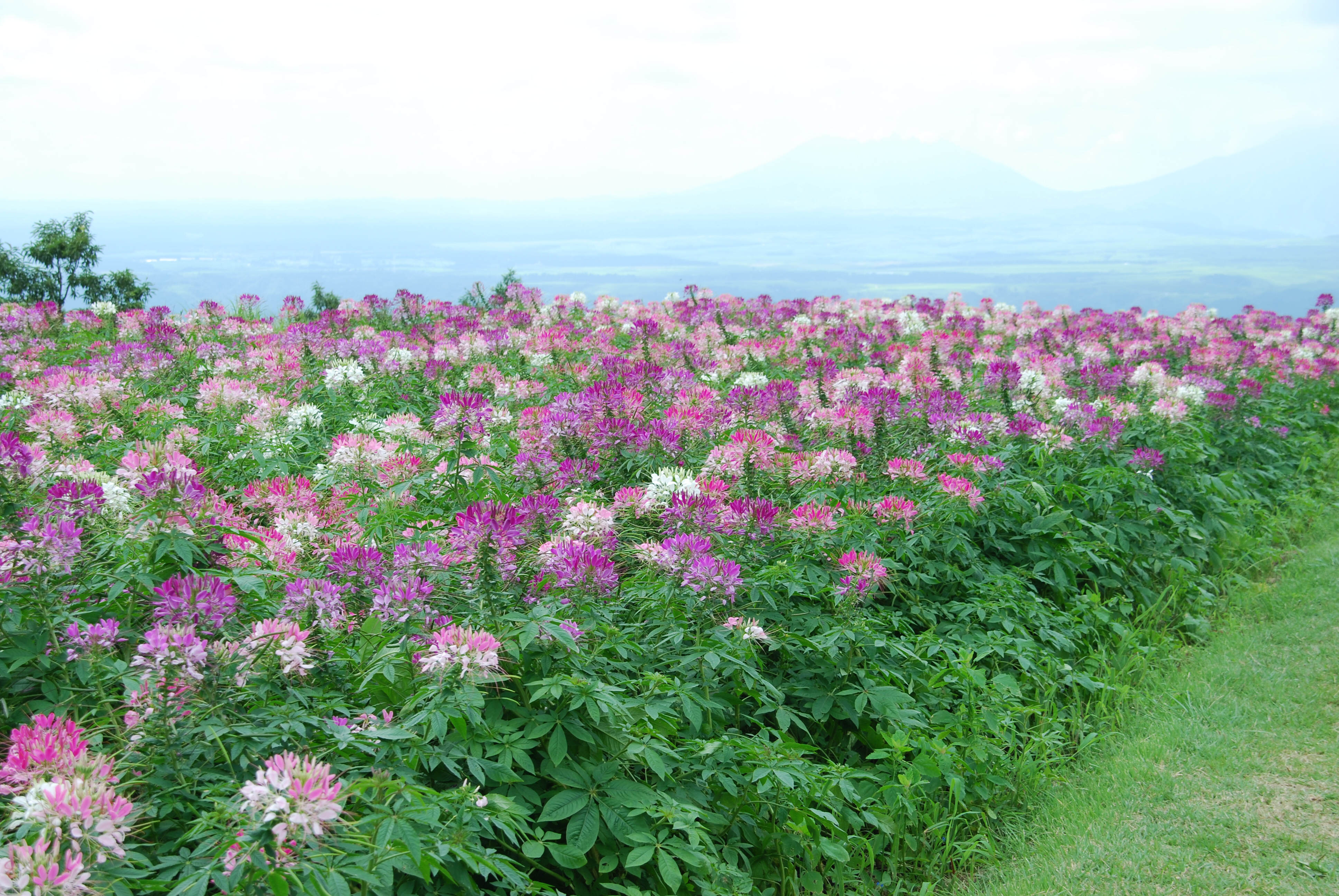
Tradycyjnie zaliczana tu kleome ciernista przeniesiona została do rodzaju Tarenaya

PokrójRośliny roczne, dwuletnie, byliny, czasem drewniejące u nasady, a nawet krzewy. Pędy prosto wzniesione, do 2 m wysokości, zwykle słabo rozgałęzione. Pędy gładkie lub owłosione, także gruczołowato.
LiścieSkrętoległe, pojedyncze do dłoniasto złożonych (listki zwykle w liczbie 3, 5 lub 7, rzadko do 11). Osadzone na ogonku krótkim lub długim. U niektórych gatunków obecne są przylistki.
KwiatyZebrane w szczytowe grona, czasem wyrastają z kątów górnych liści. Grona wydłużone lub spłaszczone u szczytu. Działki kielicha 4, zwykle zrośnięte u nasady, trwałe lub odpadające po przekwitnieniu. Płatki 4, nierówne, zwężone u nasady, barwy czerwonej, różowej, żółtej lub białej. Pręcików jest 6, rzadziej 4 do 12, czasem z prątniczkami, są dłuższe od płatków korony i wygięte. Zalążnia górna, osadzona jest na długim gynoforze (wydłużonym dnie kwiatowym). Powstaje z dwóch owocolistków i zwieńczona jest siedzącym znamieniem, czasem osadzonym na krótkiej szyjce.
OwoceTorebki jednokomorowe, wielonasienne, zwykle zwisające. W czasie owocowania kwiatostan się wydłuża.

## Biologia i ekologia
Rośliny zapylane są przez owady, głównie błonkoskrzydłe i motyle. Rośliny z tego rodzaju występują na stepach i murawach, na terenach skalistych. 

## Systematyka
Pozycja systematyczna według APweb (aktualizowany system APG IV z 2016)
Rodzaj z rodziny Cleomaceae z rzędu kapustowców (Brassicales).
Wykaz gatunków (w szerokim ujęciu według POWO)
- Cleome aculeata L.
- Cleome africana Botsch.
- Cleome afrospina Iltis
- Cleome albescens Franch.
- Cleome aldenella W.R.Ernst
- Cleome allamanii Chiov.
- Cleome amblyocarpa Barratte & Murb.
- Cleome angulata (DC.) Schult. & Schult.f.
- Cleome angustifolia Forssk.
- Cleome anomala Kunth
- Cleome arabica L.
- Cleome arenitensis Craven, Lepschi & Fryxell
- Cleome ariana Hedge & Lamond
- Cleome aspera J.Koenig ex DC.
- Cleome atropurpurea Schott
- Cleome augustinensis (Hochr.) Briq.
- Cleome bahiana (Iltis & Costa-e-Silva ex Soares Neto & Roalson) ined.
- Cleome bahiensis (Ule) Christenh. & Byng
- Cleome bicolor Gardner
- Cleome bojeri Hadj-Moust.
- Cleome boliviensis Iltis
- Cleome bororensis (Klotzsch) Oliv.
- Cleome brachiata (Bojer) Briq.
- Cleome brachycarpa Vahl ex DC.
- Cleome brachystyla Deflers
- Cleome brevipetiolata D.F.Chamb. & Lamond
- Cleome briquetii Polhill
- Cleome bundeica P.S.Short
- Cleome burttii R.A.Graham
- Cleome carnosa (Pax) Gilg & Gilg-Ben.
- Cleome chapalensis Iltis
- Cleome chelidonii L.f.
- Cleome chilensis DC.
- Cleome chiriquensis (Standl.) Govaerts
- Cleome chodatiana Iltis
- Cleome chrysantha Decne.
- Cleome cleomoides (F.Muell.) Iltis
- Cleome coccinea (Benth.) Govaerts
- Cleome coeruleorosea Gilg & Gilg-Ben.
- Cleome coluteoides Boiss.
- Cleome conrathii Burtt Davy
- Cleome cordobensis Eichler ex Griseb.
- Cleome cornus-africani (Thulin) Thulin
- Cleome costaricensis Iltis
- Cleome crenopetala A.DC.
- Cleome decipiens Triana & Planch.
- Cleome densiflora (Benth.) Triana & Planch.
- Cleome densifolia C.H.Wright
- Cleome diffusa Banks ex DC.
- Cleome dodecandra L.
- Cleome dolichostyla Jafri
- Cleome domingensis Iltis
- Cleome drepanocarpa O.Schwartz
- Cleome droserifolia (Forssk.) Delile
- Cleome dumosa Baker
- Cleome × ecuadorica Heilborn
- Cleome elegantissima Briq.
- Cleome eosina J.F.Macbr.
- Cleome erosa (Nutt.) Eaton
- Cleome felina L.f.
- Cleome fimbriata Vicary
- Cleome flava Banks ex DC.
- Cleome foliolosa DC.
- Cleome foliosa Hook.f.
- Cleome formosa (Cochrane) N.Zamora
- Cleome fosteriana Iltis
- Cleome frutescens Aubl.
- Cleome gallaensis Gilg & Gilg-Ben.
- Cleome gigantea L.
- Cleome glandulosa Ruiz & Pav. ex DC.
- Cleome glaucescens DC.
- Cleome gobica Grubov
- Cleome gordjaginii Popov
- Cleome gossweileri Exell
- Cleome guaranitica (Chodat & Hassl.) Briq.
- Cleome guianensis Aubl.
- Cleome gynandra L.
- Cleome hadramautica Thulin
- Cleome hanburyana Penz.
- Cleome hemsleyana (Bullock) Iltis
- Cleome heratensis Bunge & Bien. ex Boiss.
- Cleome hirta (Klotzsch) Oliv.
- Cleome hispidula (DC.) Govaerts
- Cleome horrida Mart. ex Schult. & Schult.f.
- Cleome houstonii R.Br.
- Cleome houtteana Schltdl. – kleome ciernista
- Cleome humilis Rose
- Cleome iberica DC.
- Cleome iberidella Welw. ex Oliv.
- Cleome inermis Malme
- Cleome insolata P.S.Short
- Cleome jamesii (Torr. & A.Gray) Govaerts
- Cleome jamesonii Briq.
- Cleome kalachariensis Gilg & Gilg-Ben.
- Cleome karachiensis S.Riaz, Abid & Qaiser
- Cleome karjaginii Tzvelev
- Cleome kelleriana (Schinz) Gilg & Gilg-Ben.
- Cleome kenneallyi Hewson
- Cleome kermesina Gilg & Gilg-Ben.
- Cleome kersiana Thulin
- Cleome khorassanica Bunge & Bien. ex Boiss.
- Cleome komia Parsa
- Cleome laburnifolia Roessler
- Cleome lanceolata (Mart. & Zucc.) Iltis
- Cleome latifolia Vahl ex DC.
- Cleome lechleri Eichler
- Cleome leptorachis Linden & Planch.
- Cleome lilloi M.Gómez
- Cleome limmenensis P.S.Short
- Cleome limoneolens J.F.Macbr.
- Cleome linophylla (O.Schwarz) Pax & K.Hoffm.
- Cleome lipskyi Popov
- Cleome longifolia C.Presl
- Cleome longipes Lamb. ex DC.
- Cleome lophosperma P.S.Short
- Cleome macradenia Schweinf.
- Cleome macrophylla (Klotzsch) Briq.
- Cleome macrorhiza C.Wright
- Cleome maculata (Sond.) Szyszył.
- Cleome magnifica Briq.
- Cleome mathewsii Briq.
- Cleome melanosperma S.Watson
- Cleome microaustralica Iltis
- Cleome microcarpa Ule
- Cleome monandra DC.
- Cleome monophylla L.
- Cleome monophylloides R.Wilczek
- Cleome moricandii Briq.
- Cleome moritziana Klotzsch ex Eichler
- Cleome mossamedensis Exell & Mendonça
- Cleome niamniamensis Schweinf. & Gilg
- Cleome oligandra Kers
- Cleome omanensis (D.F.Chamb. & Lamond) Thulin
- Cleome ornithopodioides L.
- Cleome oxalidea F.Muell.
- Cleome oxypetala Boiss.
- Cleome oxyphylla Burch.
- Cleome pakistanica (Jafri) Khatoon & A.Perveen
- Cleome pallida Kotschy
- Cleome paludosa Willd. ex Eichler
- Cleome paradoxa R.Br. ex DC.
- Cleome parviflora Kunth
- Cleome parvipetala R.A.Graham
- Cleome parvisepala Heilborn
- Cleome parvula R.A.Graham
- Cleome paxii (Schinz) Gilg & Gilg-Ben.
- Cleome perrieri Hadj-Moust.
- Cleome pilosa Benth.
- Cleome polyanthera Schweinf. & Gilg
- Cleome polytricha Franch.
- Cleome postrata D.Subram.
- Cleome procumbens Jacq.
- Cleome puberula Triana & Planch.
- Cleome puccionia Christenh. & Byng
- Cleome pulchella (Lindl.) Schult. & Schult.f.
- Cleome quinquenervia DC.
- Cleome ramosissima Parl. ex Webb
- Cleome regnellii Eichler
- Cleome rosea Vahl ex DC.
- Cleome rostrata Bobrov
- Cleome rotundifolia (Mart. & Zucc.) Iltis
- Cleome rubella Burch.
- Cleome rubelloides Kers
- Cleome rupicola Vicary
- Cleome rutidosperma DC.
- Cleome scaposa DC.
- Cleome schimperi Pax
- Cleome schlechteri Briq.
- Cleome semitetrandra Sond.
- Cleome serrata Jacq.
- Cleome siliculifera Eichler
- Cleome silvatica Gilg & Gilg-Ben.
- Cleome simplicifolia (Cambess.) Hook.f. & Thomson
- Cleome socotrana Balf.f.
- Cleome speciosa Raf.
- Cleome spinosa Jacq.
- Cleome stenopetala Gilg & Gilg-Ben.
- Cleome stenophylla Klotzsch ex Urb.
- Cleome steveniana Schult. & Schult.f.
- Cleome stricta (Klotzsch) R.A.Graham
- Cleome strigosa (Bojer) Oliv.
- Cleome stylosa Eichler
- Cleome suffruticosa Schinz
- Cleome tenella L.f.
- Cleome tenuifolia (Mart. & Zucc.) Iltis
- Cleome tenuis S.Watson
- Cleome tetrandra Banks ex DC.
- Cleome titubans Speg.
- Cleome tomentella Popov
- Cleome torticarpa Iltis & T.Ruíz
- Cleome trachycarpa Klotzsch ex Eichler
- Cleome trachysperma (Torr. & A.Gray) Pax & K.Hoffm.
- Cleome tucumanensis Iltis
- Cleome turkmena Bobrov
- Cleome uncifera Kers
- Cleome uniglandulosa Cav.
- Cleome usambarica Pax
- Cleome vahliana Fresen.
- Cleome violacea L.
- Cleome virens J.F.Macbr.
- Cleome viscosa L.
- Cleome werdermannii Alf.Ernst
- Cleome yunnanensis W.W.Sm.